# Gastronomia tex-mex

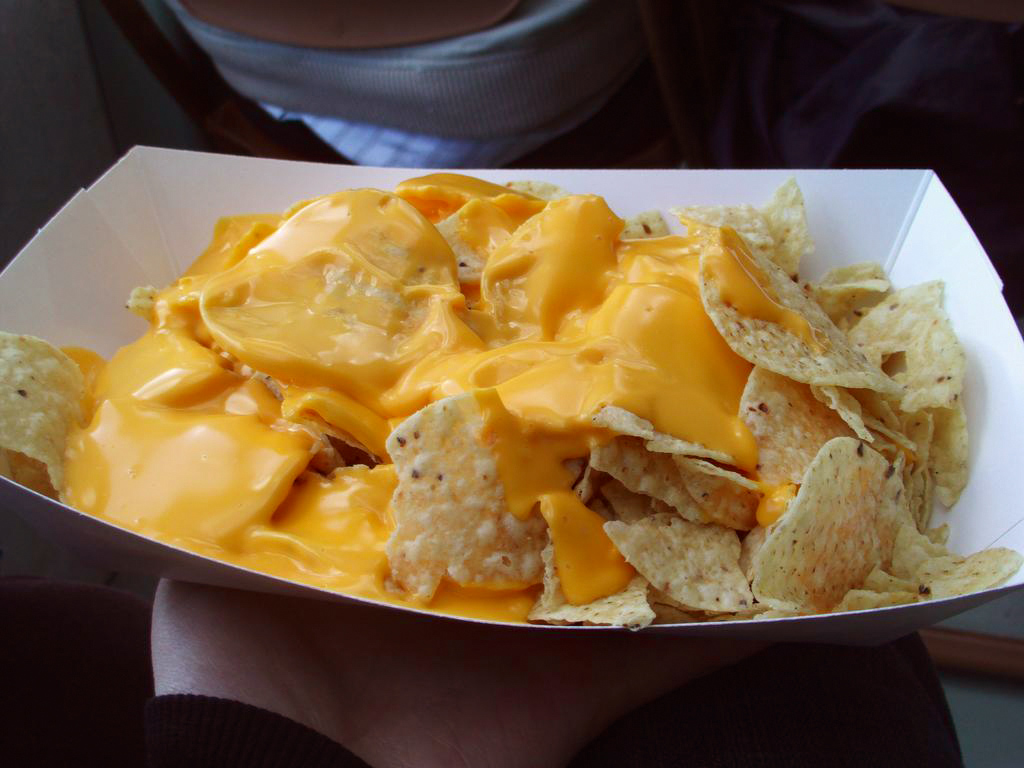
Tortetes de dacsa amb formatge fos

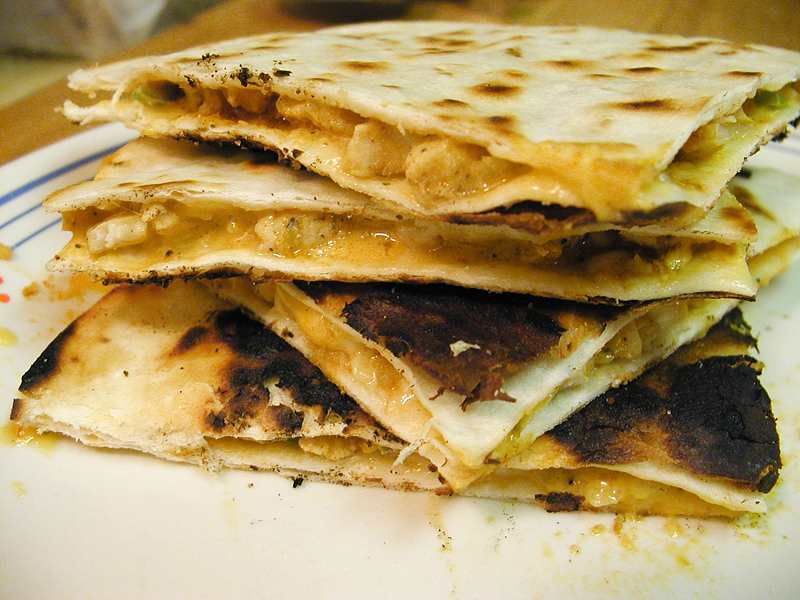
Quesadillas

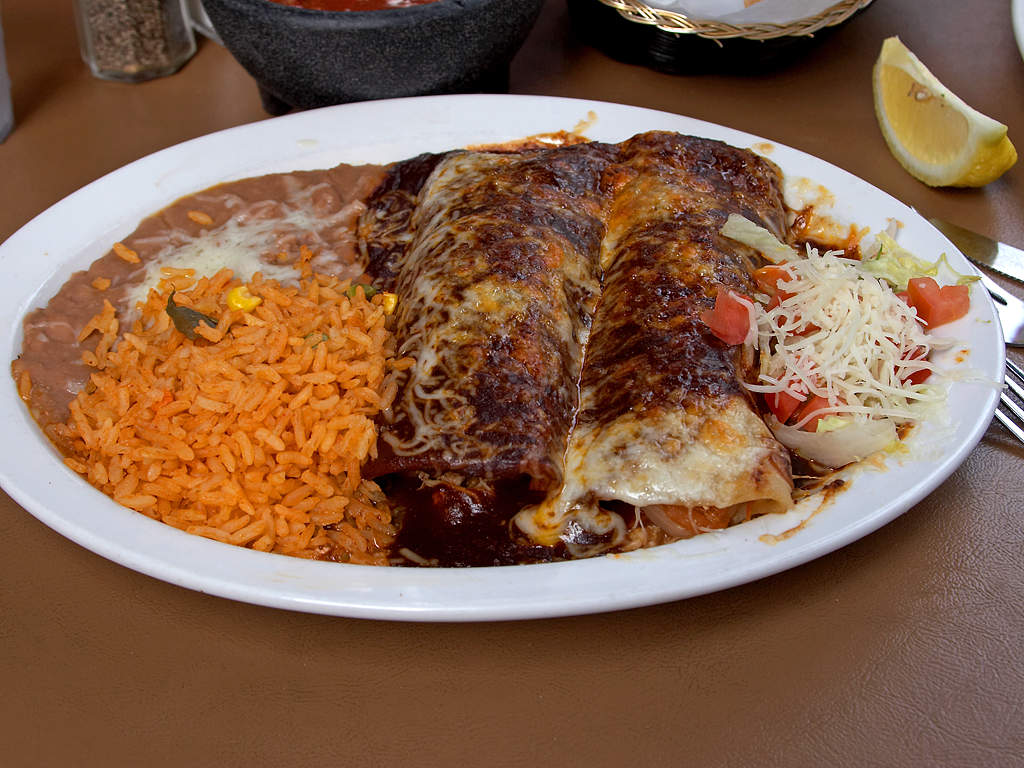
Enchiladas

La gastronomia tex-mex és un tipus de cuina originari del sud-oest dels Estats Units que combina ingredients i plats de la gastronomia de Mèxic amb tècniques i ingredients estatunidencs.
La cuina tex-mex s'ha fet popular per tot arreu dels Estats Units on sovint hom l'anomena «cuina mexicana», a despit que les dues tradicions gastronòmiques són bastant diferents. La cuina tex-mex, en comparació amb la mexicana, fa servir més carn i molt més formatge, normalment formatge estatunidenc i no mexicà; no es caracteritza per la combinació de diferents varietats del bitxo com a la cuina mexicana, i s'empra molt el comí, espècia no característica de la cuina mexicana.
Això fa que alguns critiquin la cuina tex-mex per no ser autèntica cuina mexicana malgrat ser referenciada com a tal, però com a "tex-mex" hi ha autors que la defensen com una cuina mestissa o "de fusió" amb la qual es podrien identificar algunes persones estatunidenques d'ascendència mexicana.

## Etimologia
La paraula "tex-mex" fou un malnom per la línia de ferrocarril "Texas-Mèxic", connectant les ciutats de Corpus Christi i Nuevo Laredo, abreujat "Tex. Mex."; als anys vint el terme fou emprat pels periòdics per a referir-se a persones en Texas d'origen mexicanes. Segons el Diccionari d'anglès d'Oxford el terme es va aplicar a la cuina el 1963, en un article publicat en el New York Times; el 1972 la diferència entre la cuina mexicana i la cuina tex-mex fou explicat en un llibre de cuina titulat "Les Cuines de Mèxic" de Diana Kennedy.

## Història
La cuina tex-mex té el seu origen en la combinació d'ingredients europeus i americans que va resultar de la colonització de Mèxic per l'Imperi Espanyol. Combina aliments de la cuina asteca i aliments introduïts pels espanyols. Ingredients nadius inclouen, en primer lloc, el blat de moro, aliment bàsic de la cuina mexicana, amb el gall d'indi, els fesols, el bitxo (i tota varietat de fruit de pebrotera), i el tomàquet. Els colons espanyols portaven la vaca (i la seva llet), la cabra, el pollastre, el porc, i l'arròs, ingredients ara indispensables per ambdues la cuina mexicana i la cuina tex-mex.
La cuina tex-mex ha aportat alguns plats a la cuina estatunidenca quotidiana actual, sobretot el chile con carne, els tacos tex-mex, i la salsa picant, tots plats servits a casa i a restaurants que no especialitzen en la cuina tex-mex. També s'ha fet un tipus de menjar ràpid amb locals que venen menjar d'inspiració tex-mex primer als Estats Units i posteriorment a altres països del món.

## Ingredients
- Carn: pollastre, vedella, porc
- Hortalisses: tomàquet, ceba
- Greix per cuinar: olis vegetals industrials per a fregir
- Condiments: bitxo, comí, coriandre
- Altres: fesol, dacsa, arròs, formatge, nata líquida

## Plats
Plats originaris de la cuina tex-mex inclouen el chili con carne, els nachos, les tortetes de dacsa amb salses picants tex-mex, les tortillas fetes de farina de blat, les fajitas, la chimichanga, i el chili con queso.
Alguns altres plats són d'origen mexicà tot i que modificats per a adaptar-los a la cuina tex-mex, com és el cas de les quesadillas, les enchiladas, els tacos i els burritos.

## Dolços
No hi ha dolços propis de la cuina tex-mex. En alguns casos com a postres es pot beure un suc de fruita, que es beu al llarg de l'àpat a Mèxic, o bé es pot optar per un producte estatunidenc, com un batut, un gelat de tipus americà o algun pastís de tradició novaiorquesa, com típicament el brownie de xocolata o el pastís de formatge.